# 梁獠甘
梁獠甘（？—550年），為南北朝時期宕昌國君主之一。原為宕昌國內的酋長之一。
西魏文帝大統十六年（550年），梁獠甘襲擊原宕昌王梁彌定，梁彌定逃奔西魏，梁獠甘自立為宕昌王。
不久，西魏丞相宇文泰命將領宇文贵、豆卢宁、史宁等率兵討伐獠甘，梁獠甘兵敗擒獲並斬首，梁彌定被魏軍重新迎回到宕昌。
| 前任： 梁彌定 | 宕昌王 550年 | 繼任： 梁彌定 |